# غاري ويليامسون
غاري ويليامسون هو لاعب هوكي الجليد كندي، ولد في 25 مايو 1950 في مونتريال في كندا.

## وصلات خارجية
- غاري ويليامسون على موقع EliteProspects.com (الإنجليزية)
- غاري ويليامسون على موقع HockeyDB.com (الإنجليزية)